# عباس نادران
عباس نادران تهیه‌کننده سینما اهل ایران است. وی در چهل و دومین جشنواره فیلم فجر، موفق به دریافت سیمرغ بلورین بهترین فیلم برای تهیهٔ فیلم مجنون در این دوره از جشنواره شد. وی فرزند الیاس نادران نماینده مجلس ایران است.

## تهیه‌کننده
- مجنون (۱۴۰۲)
- شادروان (۱۴۰۰)
- شاه‌کش (۱۳۹۶)

## حواشی
در سال‌های گذشته حضور عباس نادران در جشنواره‌های فیلم فجر، به عنوان فرزند یکی از مسئولان شناخته شدهٔ نظام جمهوری اسلامی که در ادبیات عامیانه و رسانه ای از این طیف به عنوان «آقازاده‌ها» یاد می‌شود، با واکنش‌های متفاوت از طرف کاربران در شبکه‌های اجتماعی مواجه شده‌است.